# اردک سوت‌زن گندم‌گون

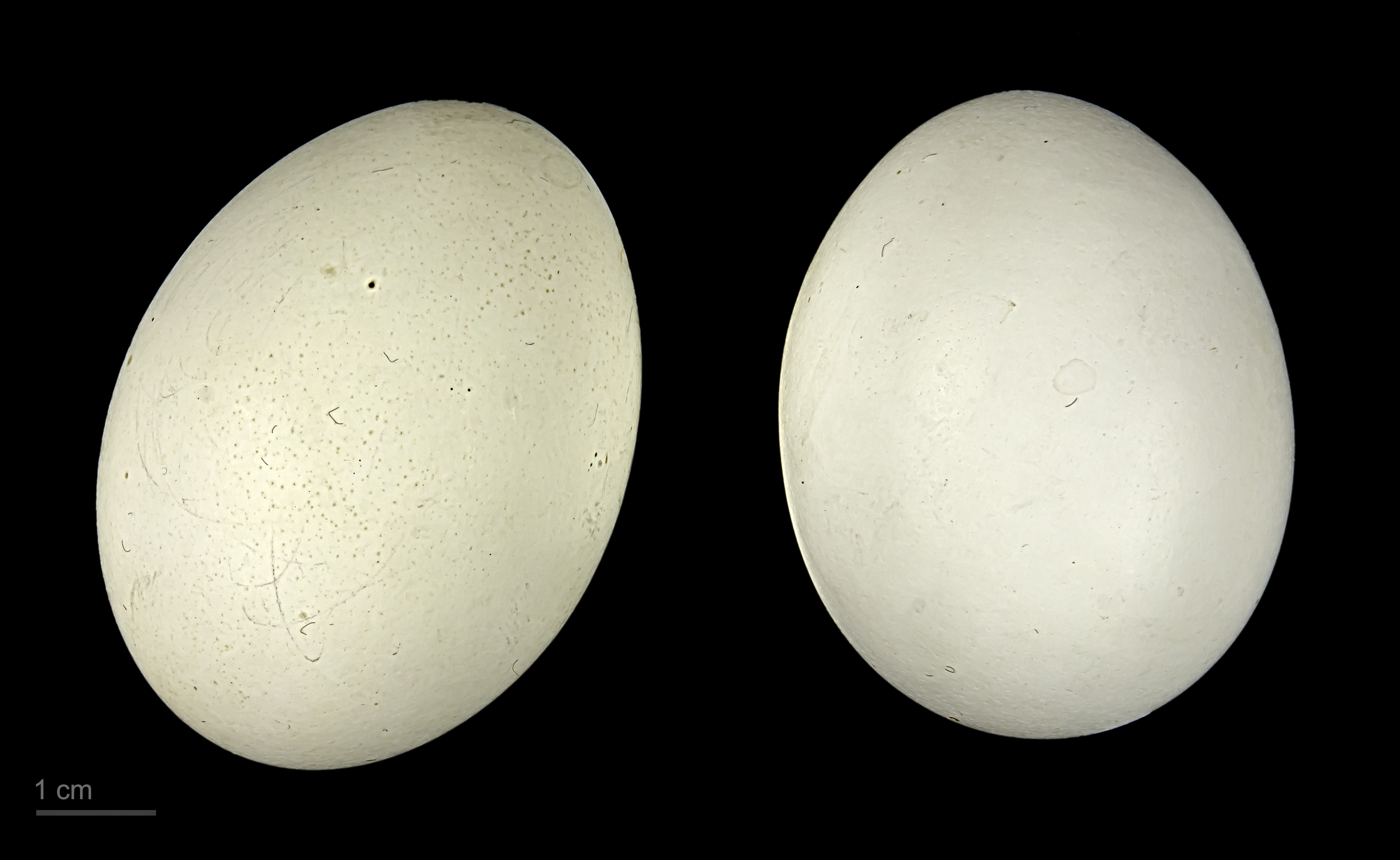
Dendrocygna bicolor

اردک سوت‌زن گندم‌گون (نام علمی: Dendrocygna bicolor) گونه‌ای اردک سوت‌زن است که در مناطق استوایی آمریکای مرکزی و آمریکای جنوبی، آفریقای سیاه، شبه‌قاره هند، و ساحل خلیج ایالات متحده یافت می‌شود.

## زیستگاه
اردک سوت‌زن گندم‌گون در دریاچه‌های آب شیرین، شالیزارها، یا مخازن سدها که دارای انبوه گیاهان آبی هستند زندگی می‌کند. این اردک اغلب در شب تغذیه می‌کند و تخم گیاهان، ریشه هایشان، و دیگر بخش‌های گیاهان آبزی را می‌خورد.

## توصیف ظاهری
اردک سوت‌زن گندم‌گون دارای طول بدنی برابر با ۵۳-۴۸ سانتی‌متر است. نوک آن بلند و قهوه‌ای‌رنگ است. این پرنده سری کشیده، پاهای بلند، تاجی تیره و بال‌هایی به رنگ قهوه‌ای تیره دارد. دم و نوارهای روی بال به رنگ قهوه‌ای بلوطی هستند و الگویی صلیب‌شکل در هنگام پرواز بر دم آن آشکار است.
اردک‌های سوت‌زن گندم‌گون در میان علفزارها و در بستری از شاخه‌های خشک تخم‌گذاری می‌کنند و در هر فصل جفت‌گیری ۸ تا ۱۲ تخم می‌گذارند. گاهی نیز درختان و لانه پرندگان دیگر نیز به عنوان مکان تخم‌گذاری انتخاب می‌شوند.
بر خلاف دیگر اردک‌های سوت‌زن، این اردک‌ها پرریزی زیادی ندارند.